# Štěpán Zálešák

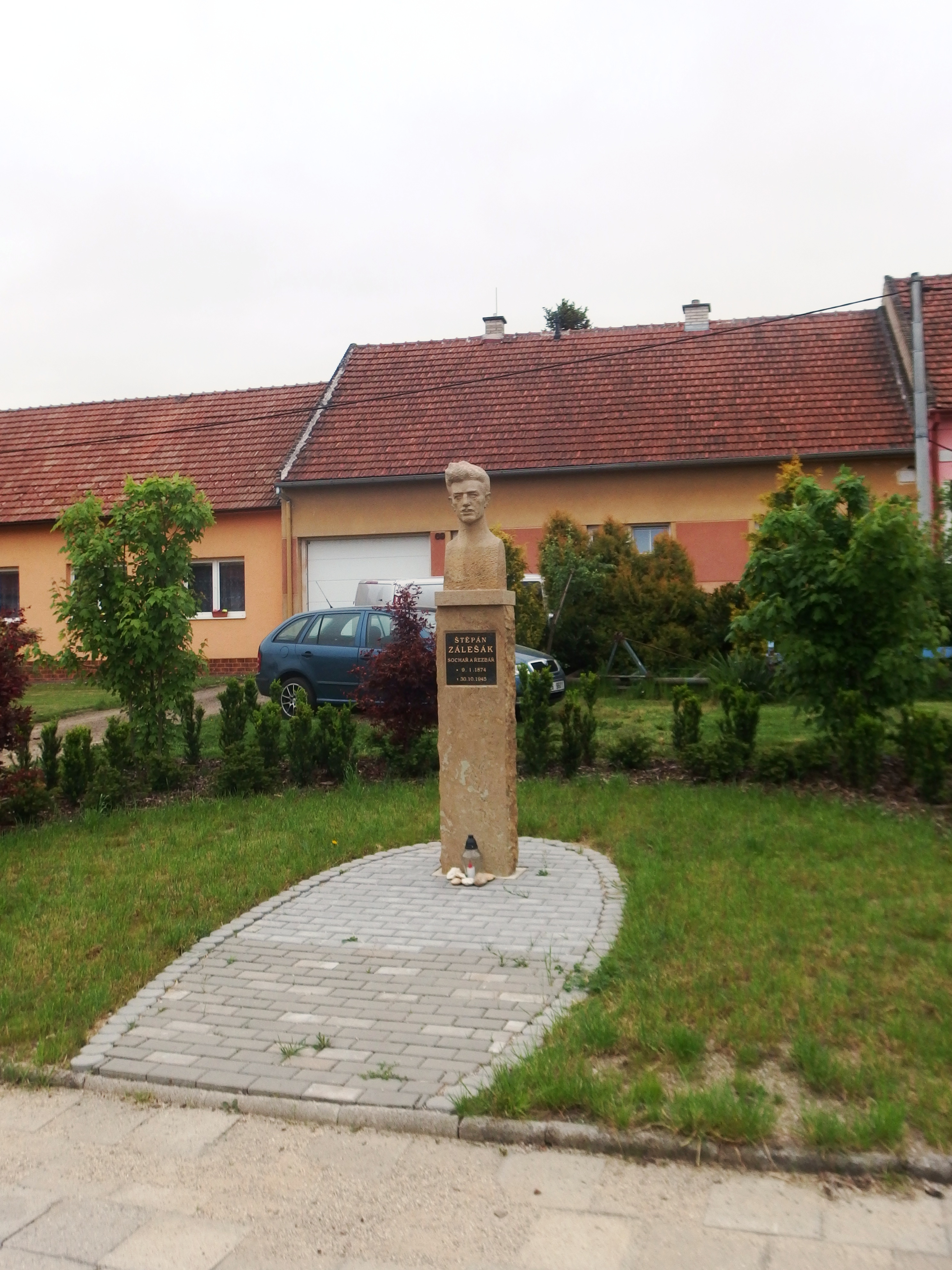
pomník v rodném Bánově

Štěpán Zálešák (9. ledna 1874, Bánov – 30. října 1945, Praha) byl český sochař a řezbář.
Specializoval se především na sakrální umění, věnoval se i restaurátorským pracím.
Jeho díla zdobí mnoho českých chrámů a kostelů.

## Život
Štěpán Zálešák absolvoval Odbornou školu pro zpracování dřeva ve Valašském Meziříčí (1888–1892), obor ornamentální řezbářství pod vedením prof. Aloise Balána a Uměleckoprůmyslovou školu v Praze (1892–1898), obor řezbářství u prof. Jana Kastnera.
V letech 1898–1912 pracoval ve vlastním atelieru v Praze v Říční ulici.
V roce 1912 se stal nástupcem prof. Kastnera († 1912) na Uměleckoprůmyslové škole, kde působil do roku 1934.
Je pohřben v Praze na Vyšehradském hřbitově.

## Díla

### Bánov
- socha sv. Josefa, fara v Bánově

### Kolínnad Labem
- chrliče a tympanon nad hlavním portálem při rekonstrukci kostela sv. Bartoloměje (1908)
- Madona pro hřbitovní kostel, keramika
- novogotický oltář se sochami Madony a sv. Václava po stranách vítězného oblouku, kostel sv. Bartoloměje v Třebovli u Kolína nad Labem

### Kouřim
- kříž se sochami Panny Marie a sv. Jana, hlavní oltář gotického kostela sv. Štěpána (1907)
- oltář se sochami Panny Marie a andělů, severní boční loď kostela sv. Štěpána (1907)
- oltář se sochou sv. Jana Nepomuckého mezi dvěma anděli, jižní boční loď kostela sv. Štěpána (1907)

### Kutná Hora
- Archa Večeře Páně (1903) – 4 reliéfy: sv. Václav, Vojtěch, Cyril a Metoděj – hlavní oltář kostela sv. Barbory
- sochy sv. Cyrila a Metoděje, kostel Panny Marie na Náměti
- oltář v kapli Nejsvětějšího srdce Páně, klášter řádu sv. Voršily

### Praha
Vyšehrad
- bronzová busta probošta Václava Štulce (1910), Štulcova zahrada
- tympanon Poslední soud nad hlavními vchodovými dveřmi kostela sv. Petra a Pavla (1901)
- sochy sv. Petra a Pavla pro hlavní oltář kostela sv. Petra a Pavla (1903)
- Ukřižování se sv. Lohengrinem, v interiéru kostela sv. Petra a Pavla
- boční oltář Král Králů (20. léta), skupina soch z lipového dřeva, pozlaceno, kostel sv. Petra a Pavla

Pražský hrad
- střední dveře a stěny v podkruchtí Wolhmutovy kruchty s řezbami na motiv sv. Cyrila a Metoděje (1928), dubové dřevo, katedrála sv. Víta

Vinohrady
- dva postranní oltáře v kostele sv. Ludmily
- spolupráce na hlavním oltáři v kostele Nejsvětějšího srdce Páně na nám. Jiřího z Poděbrad

Holešovice
- plastiky sv. Bartoloměje, sv. Václava, 8 andělů, dva klečící andělé a Kristus na kříži (1912), hlavní oltář novogotického kostela sv. Antonína
- andělé s korunou pro boční oltář kostela sv. Antonína

Žižkov
- práce na průčelí i interiéru kostela sv. Prokopa na Žižkově (1910)
  - sochy sv. Cyrila a Metoděje, hlavní oltář
  - boční oltář Panny Marie s deskovými výjevy z jejího života
  - boční oltář Božského srdce Páně s obrazy sv. Augustina a sv. Aloise

Ostatní části
- Pražský městský znak (1926), vyřezán podle návrhu prof. V. Vojtíška a prof. F. Kysely – shořel při požáru Staroměstské radnice za pražského povstání v roce 1945
- Plastika Útěcha zhotovena pro vlastní hrob – z hrobu byla ukradena v roce 1993

### Uherský Brod
- práce z pozůstalosti uložené v depozitáři Muzea Jana Ámose Komenského

### Velehrad
- socha sv. Josefa, boční loď chrámu
- rám pro obraz Madony od Emanuela Dítěte, řezbářská práce

### Další místa mimo Prahu
- dřevořezba Pieta v kapli Panny Marie Bolestné u hřbitova v Berouně
- sv. Jan, kostel v Brně-Králově Poli (1908)
- socha sv. Jana Evangelisty na kazatelně, kostel Panny Marie v Ostravě Mariánských Horách (1909)
- Křížová cesta, kostel sv. Vavřince ve Vysokém Mýtě (1910)
- sochy sv. Gotharda, Jana Křtitele, sv. Václava, sv. Ludmily, pískovec (1910) – západní průčelí kostela sv. Gotharda v Českém Brodě
- socha Madony, pískovec – západní průčelí děkanského kostela sv. Jiljí v Nymburce
- práce na hlavním oltáři kostela sv. Petra a Pavla, Budeč

### Drobné plastiky
- Mateřská láska, Marie s ovečkou, Malá chůva, Ovčáček, Chlapci se psem
- sochy Madony, světců a světic, církevních hodnostářů

## Galerie

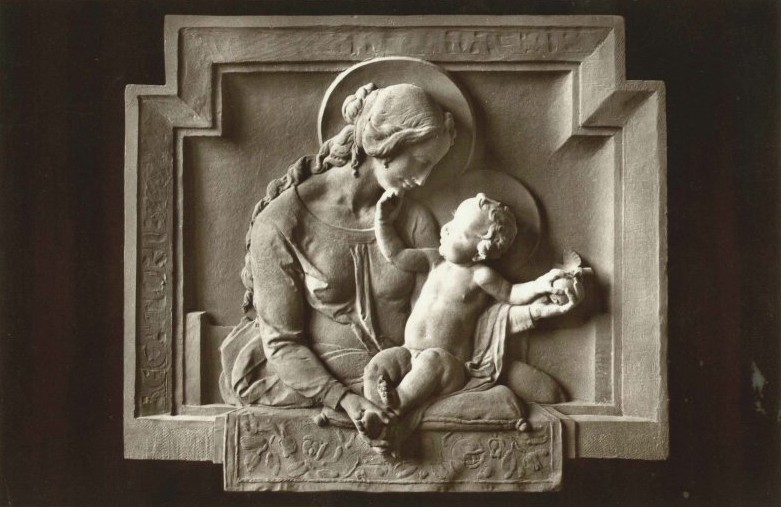
Madona
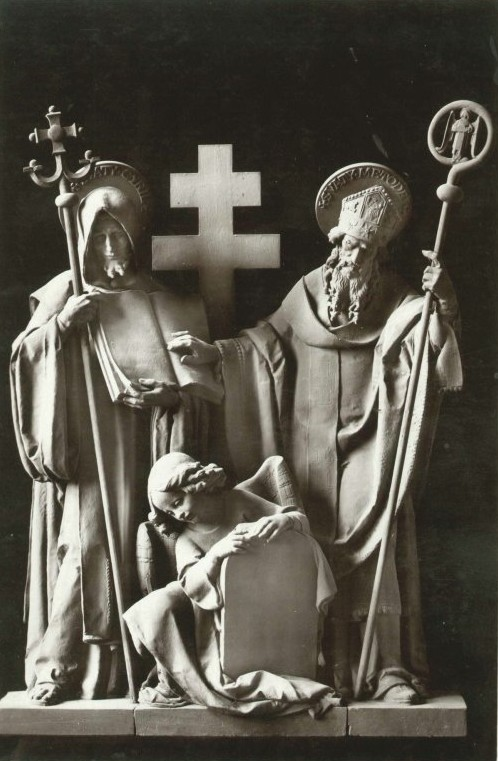
Sv. Cyril a Metoděj
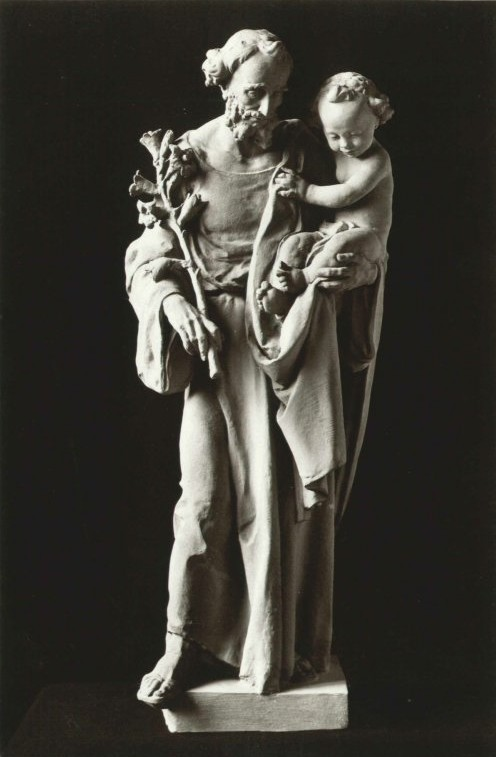
Sv. Josef
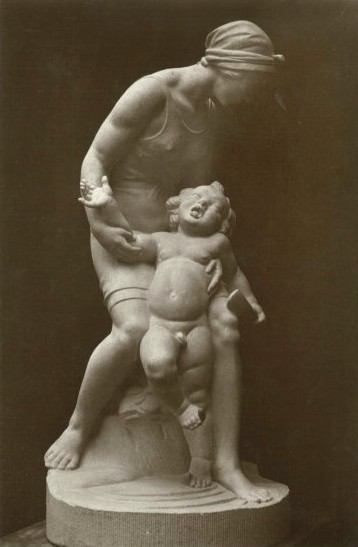
Koupel

## Rod Zálešáků
Sochař Štěpán Zálešák měl sice tři dcery, ale jméno Zálešák přesto nezmizelo ze světa umění.
Pod jménem Zálešák / Zálešáková se umění věnují jeho vzdálenější příbuzní.

### Zálešáci
Pod jménem Zálešáci se konala v roce 1999 společná výstava díla Štěpána Zálešáka a jeho pokračovatelů.
- Martin Zálešák, malíř
- Vladimír Zálešák, malíř
- Robert Zálešák, Ludmila Zálešáková, restaurování
- MUDr. Bohumil Zálešák Ph.D., šperky
- Soňa Zálešáková, malířka, architektka
- Zdeněk Zálešák, malíř
- Štěpán Zálešák, idea maker, režisér